# Mikola Zerov
Mikola Kostiantinovich Zerov, en ucraniano: Микола Костянтинович Зеров, (Zinkiv, gobernación de Poltava, 26 de abril de 1890-Sandarmoj, Carelia, 3 de noviembre de 1937) fue un poeta, traductor, erudito y crítico literario ucraniano. Se le considera una de las principales figuras del Renacimiento fusilado.

## Vida
Estudió filología en la Universidad de San Vladimir de Kiev. De 1917 a 1920 editó la revista bibliográfica. Fue profesor de literatura ucraniana en el Instituto de Arquitectura de Kiev (1918-1920), la Cooperativa Tejnikum de Kiev (1923-1925) y el Instituto de Educación Popular de Kiev (1923-1935). También enseñó la teoría de la traducción en el Instituto Ucraniano de Educación Lingüística (1930-1933).
Mikola Zerov fue quizás el más talentoso del movimiento neoclásico de poetas en la década de 1920 en Ucrania. A pesar de las demandas comunistas de que todas las obras creativas se ajusten al realismo socialista, el movimiento neoclásico enfatizó la producción de «arte elevado» para una audiencia educada y altamente alfabetizada. Zerov, en particular, evitó la política contemporánea en su poesía, centrándose en temas clásicos estéticos e históricos bajo una estructura poética apretada y difícil. Este enfoque finalmente resultó fatal, ya que Zerov, junto con muchos otros escritores ucranianos de la época, fue enviado al campo de prisioneros de Solovki (fue arrestado por la NKVD en abril de 1935 y sentenciado a 10 años de cárcel). Una troika especial de la NKVD de la región de Leningrado lo condenó a muerte el 9 de octubre de 1937. Zerov falleció de un disparo el 3 de noviembre de 1937 en Sandarmoj, en Carelia.
Zerov fue rehabilitado formalmente en 1958 y en 1966 se publicaron selecciones de su poesía, pero la hostilidad de los críticos oficiales bloqueó una rehabilitación completa.

## Memoria
Algunas calles recibieron el nombre de Zerov en Dnipró, Leópolis, Vínnitsa, Rivne, Novomirhorod. En 2020, el Parque Nikolái Ostrovski de Kiev pasó a llamarse Parque Mikola Zerov (para cumplir con las leyes de descomunización de Ucrania de 2015).
En la Universidad Nacional de Australia, Universidad de Monash, hay una cátedra de idioma ucraniano y un centro de investigación ucraniano que lleva el nombre de Zerov.